# Руси Русев (министър на войната)
Вижте пояснителната страница за други личности с името Руси Русев.
 Руси Христов Русев е български офицер (генерал от артилерията), убит на 1 февруари 1945 г. от комунистическия режим наложен в България след преврата от 1944 г.
Руси Русев е роден на 27 ноември 1887 г. в Габрово, завършва Военното училище в София (випуск 1909 г.). През Балканските войни и Първата световна война е командир на батарея в 4-ти артилерийски полк. Служи в 9-и артилерийски полк, а от 1927 г. е на служба в 4-и артилерийски полк. На 3 септември 1928 г. е произведен в чин полковник. През 1929 г. е назначен на служба в Артилерийската инспекция, през следващата година става началник на техническия отдел на същата инспекция, след което т 1934 г. е завеждащ въоръжението отново в Артилерийската инспекция. През 1935 г. е назначен за началник на артилерийския отдел на Държавната военна фабрика, след което от началото на 1936 г. началник на техническия отдел в Щаба на армията. На 6 май 1936 г. е произведен в чин генерал-майор.
През 1936 г. генерал-майор Руси Русев е назначен на най-висшата длъжност по въоръжението – Инспектор на въоръжението. През този период генерал Русев осъществява превъоръжаването на Българската армия със съвременно военно оборудване и техника. Той води тайните преговори с Германия, довели до отпускането на многомилионни военни кредити от Берлин през 1938 и 1939 г. Сключва договорите с отделните германски концерни, производители на оръжие, и лично осъществява качествения контрол на доставките, поради което до началото на Втората световна война често е в Германия.  През 1940 г. е назначен за началник на канцелария в Министерството на войната, като същата година на 3 октомври е произведен в чин генерал-лейтенант, след което от 1941 г. за кратко отново е инспектор на въоръжението и по-късно същата година е назначен за инспектор на артилерията. През 1942 г. е назначен за началник на отдел „Доставки и поддържане“.  На 14 септември 1943 г. е назначен за министър на войната, на която длъжност е до 2 септември 1944 г., след което на 4 септември 1944 г. е произведен в чин генерал от артилерията. Той е вторият български офицер, произведен в най-висшия военен чин от артилерията.
След навлизането на Съветската армия в България е арестуван, съден от т.нар. „Народен съд“. Осъден е на смърт, 5 милиона лева глоба и конфискация на имуществото.
Генерал от артилерията Руси Русев е разстрелян на 1 февруари 1945 година в София.
Присъдата е отменена с Решение №172 на Върховния съд от 1996.

## Военни звания
- Подпоручик (18 май 1909)
- Поручик (22 септември 1911)
- Капитан (18 май 1915)
- Майор (1 април 1919)
- Подполковник (6 май 1923)
- Полковник (3 септември 1928)
- Генерал-майор (6 май 1936)
- Генерал-лейтенант (3 октомври 1940)
- Генерал от артилерията (4 септември 1944)

## Награди
- Военен орден „За храброст“ IV степен, 2-ри клас
- Народен орден „За военна заслуга“ V степен с военна лента
- Орден „Железен кръст“ II степен (Германска империя)